# Чжу Бацзе

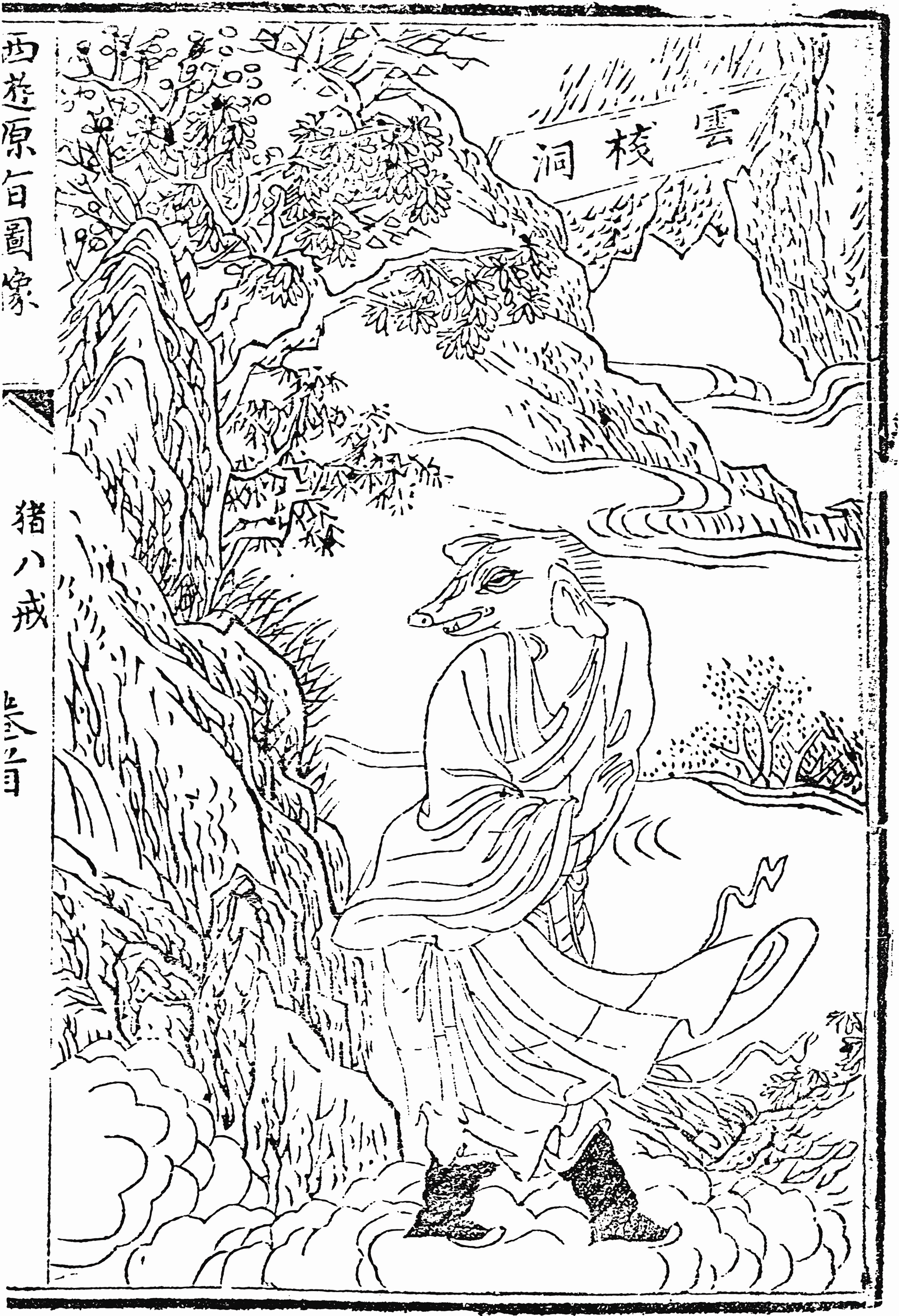
Чжу Бацзе. Иллюстрация к «Путешествию на Запад»

Чжу Бацзе́ (кит. трад. 豬八戒, упр. 猪八戒, пиньинь Zhū Bājiè, «Свинья Восемь Заповедей») — один из главных персонажей романа У Чэнъэня «Путешествие на Запад», комический волшебник, получеловек-полусвинья.

## Краткая биография
Согласно сюжету романа, путники встречаются с Чжу Бацзе в деревушке Гаолаочжуан, вероятно, вымышленной, расположенной на границе Китая и Тибета. Царь Обезьян Сунь Укун узнаёт, что некий волшебник три года назад похитил дочь местного старосты и держит её в заточении, считая своей женой. В процессе короткого, комически описанного поединка Сунь Укун одерживает над волшебником верх, и тот, уродливый получеловек-полусвинья, открывает ему свою историю. Он сообщает, что его теперь зовут Чжу Ганле (猪刚鬣, «Свинья Жёсткая Щетина»). Будучи от природы ленивым, склонным к выпивке и любовным похождениям, он, будучи ещё человеком, тем не менее обратился к достижению бессмертия и заслужил в царстве бессмертных почетное имя Чжу Люцзе (猪六戒, «Свинья Шесть Заповедей») и звание небесного маршала (天蓬元帥, Tiānpéng yuánshuài). Однако и там он не смог удержаться от старых привычек и за пьяные выходки (в частности, пьяные заигрывания с одной из лунных богинь) был отправлен на Землю для нового перерождения. Чжу Бацзе переродился в теле поросенка, растерзал своих мать, братьев и сестер и, до прихода Сюаньцзана и его спутников, жил возле горы, поедая случайных прохожих. Сюаньцзан дает новому знакомому имя Чжу Бацзе, тот становится его учеником и присоединяется к нему и к Сунь Укуну для совместного продолжения пути в Индию.
Также известен под именем Чжу Унэн (猪悟能, «Свинья, постигшая таланты»). Это имя было дано ему Бодхисаттвой Гуаньинь.
В романе Чжу Бацзе выступает по большей части как комический персонаж, олицетворение мелких человеческих страстей — глупости, лени, чревоугодия, похотливости. Вооружён Чжу Бацзе волшебными девятизубцовыми граблями. Благодаря ему путешественники постоянно наживают себе проблемы и приключения. В конце романа в награду получает скромную должность Чистильщика Алтарей, в то время как его более достойные спутники становятся Буддами и Архатами.

## Недоговорки
Чжу Бацзе является одним из популярнейших комических персонажей китайского фольклора. С его именем связан ряд китайских недоговорок (сехоуюй). Так, в словаре недоговорок-иносказаний М. Г. Прядохина содержится по меньшей мере 14, посвящённых Чжу Бацзе. Примеры:
- «Чжу Бацзе нацепил цветок — урод прихорашивается» (猪八戒戴花儿-丑美). О пытающемся приукрасить себя безобразии.
- «Чжу Бацзе смотрит в зеркало — ну никак не человек» (猪八戒照镜子-里外不像个人). О несоответствии заявленному образцу.
- «Чжу Бацзе надел шлем — прикинулся большим генералом» (八戒戴头盔-混充大将军). О чванстве.
- «Чжу Бацзе надел очки — скрыть лицо» (猪八戒戴 眼镜-遮羞脸儿). О попытке скрыть истинное лицо[3].